# Oberleitungsbus Trier
Der Oberleitungsbus Trier war ein Oberleitungsbusbetrieb in Trier, der von 1940 bis 1970 bestand.

## Geschichte
Der Trierer Obus wurde noch zu Betriebszeiten der Trierer Straßenbahn am 20. Januar 1940 mit zwei Fahrzeugen auf der Strecke Hornstraße/Eurener Straße bis Nordallee/Lindenstraße eröffnet. Die Strecke wurde bereits am 26. Februar gleichen Jahres vorbei an der Porta Nigra bis zum Verteilerkreis verlängert. Dadurch konnten große Teile des eingleisigen Straßenbahnnetzes, insbesondere am linken Moselufer, stillgelegt werden. Als Grund für diese Entscheidung wurde die Freisetzung von Straßenbahnwagen genannt, die zur Bewältigung der kriegsbedingt angestiegenen Nachfrage in restlichen Netz benötigt wurden. Als weiterer Grund wurden die schwierigen Verhältnisse in den engen Straßen der Trierer Innenstadt genannt, die eine Veränderung des Straßenbahnbetriebs ohnehin bedingten.
Für die Umstellung der Straßenbahn wurden zehn Jahre veranschlagt. Dieser Rahmen konnte jedoch nicht eingehalten werden, da die Planungen und Bauarbeiten durch den Zweiten Weltkrieg unterbrochen wurden. Noch während des Krieges wurde 1943 der Abschnitt vom Westbahnhof nach Euren ebenfalls auf Obusbetrieb umgestellt. Die entbehrlichen Straßenbahnwagen wurden schließlich an die AG Binger Nebenbahnen verkauft. Im Krieg nahm die Beliebtheit beider Verkehrssysteme zu und die Beförderungsleistung stieg auf bis zu 18 Millionen Personen jährlich an.
Im Zweiten Weltkrieg wurde das Straßenbahndepot stark zerstört. Die Obusse waren davon nicht betroffen, da sie in der Martinstraße, heute Merianstraße, abgestellt wurden. Zwei Obusse waren zudem nach Idar-Oberstein ausgeliehen. Später trafen die Kriegszerstörungen jedoch auch die Obus-Oberleitungen. Am 4. November 1944 kam der Obus- und Straßenbahnbetrieb in Trier schließlich komplett zum Erliegen.
Als Trier am 2. März 1945 von amerikanischen Truppen besetzt und großteils evakuiert worden war, hatte eine Wiederherstellung des stark zerstörten Obus- und Straßenbahnbetriebs vorerst keine Priorität. Erst ab dem 3. Mai 1947 fuhr der Obus wieder zwischen Georg-Schmitt-Platz und Verteilerkreis und ab dem 30. Oktober zwischen Bitburger Straße und Euren. Die Passage der dazwischenliegenden Kaiser-Wilhelm-Brücke war zunächst kriegsbedingt nicht möglich. Nachdem 1948 auch der Straßenbahnbetrieb in der Altstadt und nach St. Medard wieder aufgenommen wurde, wurde Ende Mai 1948 auch die Obus-Verbindung zum Georg-Schmitt-Platz wiederhergestellt; diese Brücke war jedoch zunächst nur einspurig passierbar.
Am 20. Juli 1950 fasste der Trierer Stadtrat schließlich den Beschluss, den Restbetrieb der Straßenbahn komplett auf Obus umzustellen, sodass am 14. September 1951 die Straßenbahn zum letzten Mal zwischen Viehmarkt und St. Medard fuhr. Von Juli bis September wurden, bis die Oberleitung an den Obus-Betrieb angepasst war, die letzten Straßenbahnstrecken zunächst durch Omnibusse bedient, bis zeitgleich mit der Stilllegung der Obus übernahm. Zunächst wurden drei Linien betrieben.
Nach dem am 22. August 1955 der Spatenstich für eine Verlängerung nach Weismark stattfand, wurde diese am 29. März 1956 schließlich eröffnet und fortan von einer vierten Linie bedient. An weiterer Umbau erfolgte am 17. Juli 1959 als am Porta-Nigra-Platz neben drei Luftweichen auch eine Überholspur für die Obusse eingerichtet wurde.
Durch die Zunahme des Individualverkehrs verlor der Obus in Trier immer mehr an Bedeutung, sodass der Stadtrat beschloss, das Netz nicht mehr weiter auszubauen. Bereits Mitte der 1960er Jahre wurde zu den schwächeren Verkehrszeiten auf der Linie 3 ein Einmann-Omnibus eingesetzt. Bereits am 5. September 1967 wurde diese Linie bereits – schneller als erwartet – komplett auf Omnibusbetrieb umgestellt.

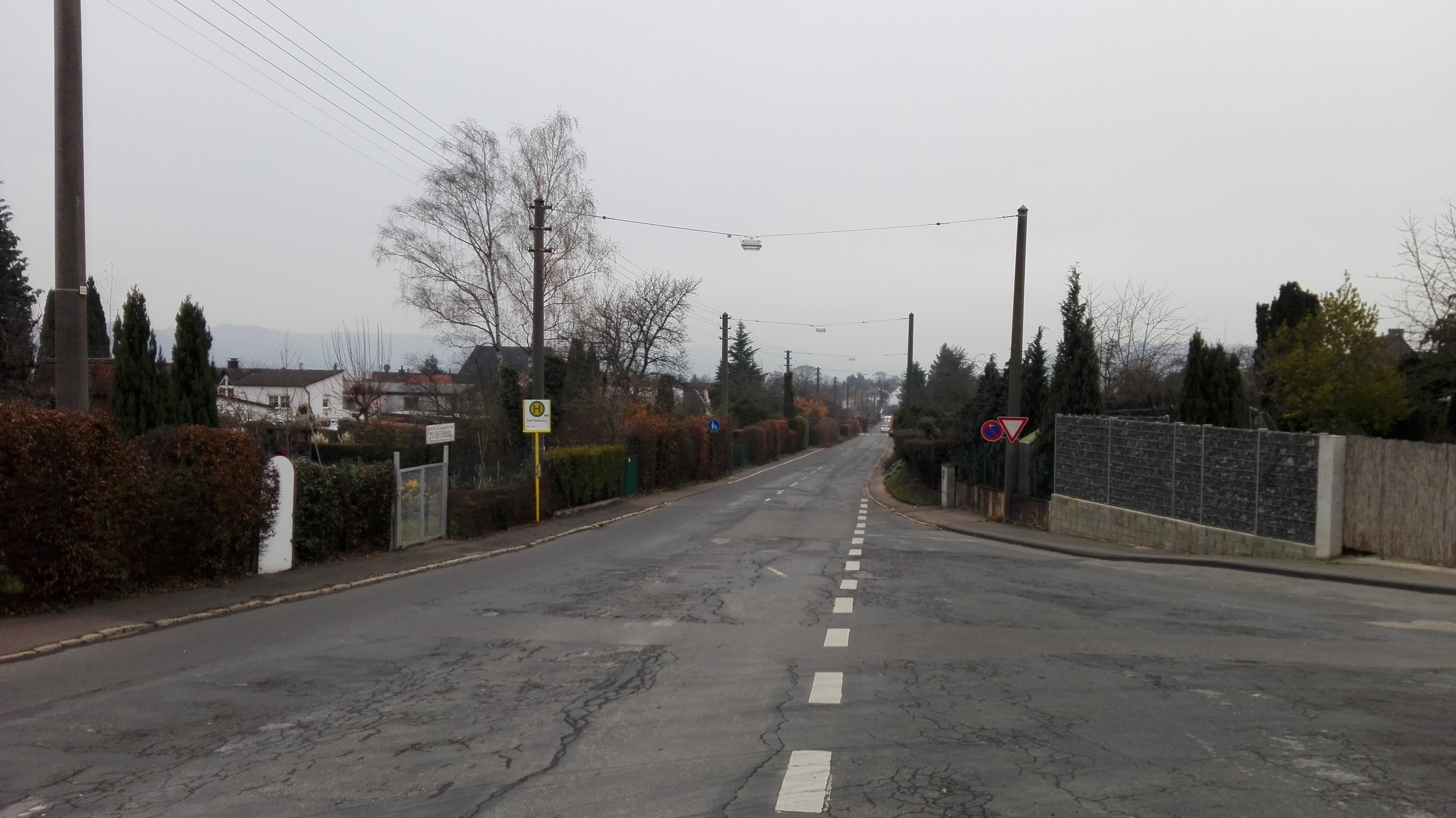
Inzwischen entfernte Oberleitungsmasten auf der Weismark (2016)

Beim Bau der heute zurückgebauten Unterführung am Porta-Nigra-Platz 1968 zeigte sich schließlich durch die entstehenden Verkehrsbehinderungen, dass die Oberleitung einen Nachteil darstellte, da für die Obusse eigens eine provisorische Wendeschleife errichtet werden musste, während die Omnibusse auch Umwege fahren konnten. So wurden innerhalb der folgenden Jahre die Obusse vollständig durch Dieselbusse ersetzt. Im letzten Betriebsjahr 1970 kamen sie zudem nur noch zu den Spitzenzeiten zum Einsatz. Die letzte Trierer Obuslinie 1 wurde schließlich am 25. Mai 1970 eingestellt. Einige Obusse wurden jedoch umgerüstet und waren noch bis in die 1990er Jahre als Dieselbusse im Einsatz.
Vom Oberleitungsbus sind heute nur noch einige Oberleitungsrosetten und Oberleitungsmasten erhalten.
Im Rahmen von Planungen für eine Renaissance der Straßenbahn in Trier kam die Idee auf, eine Spurbus- oder Oberleitungsbusstrecke auf den Petrisberg zu bauen.

## Streckenverlauf
Ab 1951 wurden drei Linien bedient:
- Linie 1: Euren – Hauptmarkt – Porta Nigra – Hauptbahnhof

- Linie 2: Ruwerer Straße (heutige Herzogenbuscher Straße) – Porta Nigra – Westbahnhof

- Linie 3: Hauptbahnhof – Porta Nigra – Hauptmarkt – St. Matthias – St. Medard

Ab 1956 kam noch eine weitere Linie hinzu:
- Linie 4:  Hauptbahnhof – Porta Nigra – Hauptmarkt – St. Matthias – Weismark

## Fahrzeuge

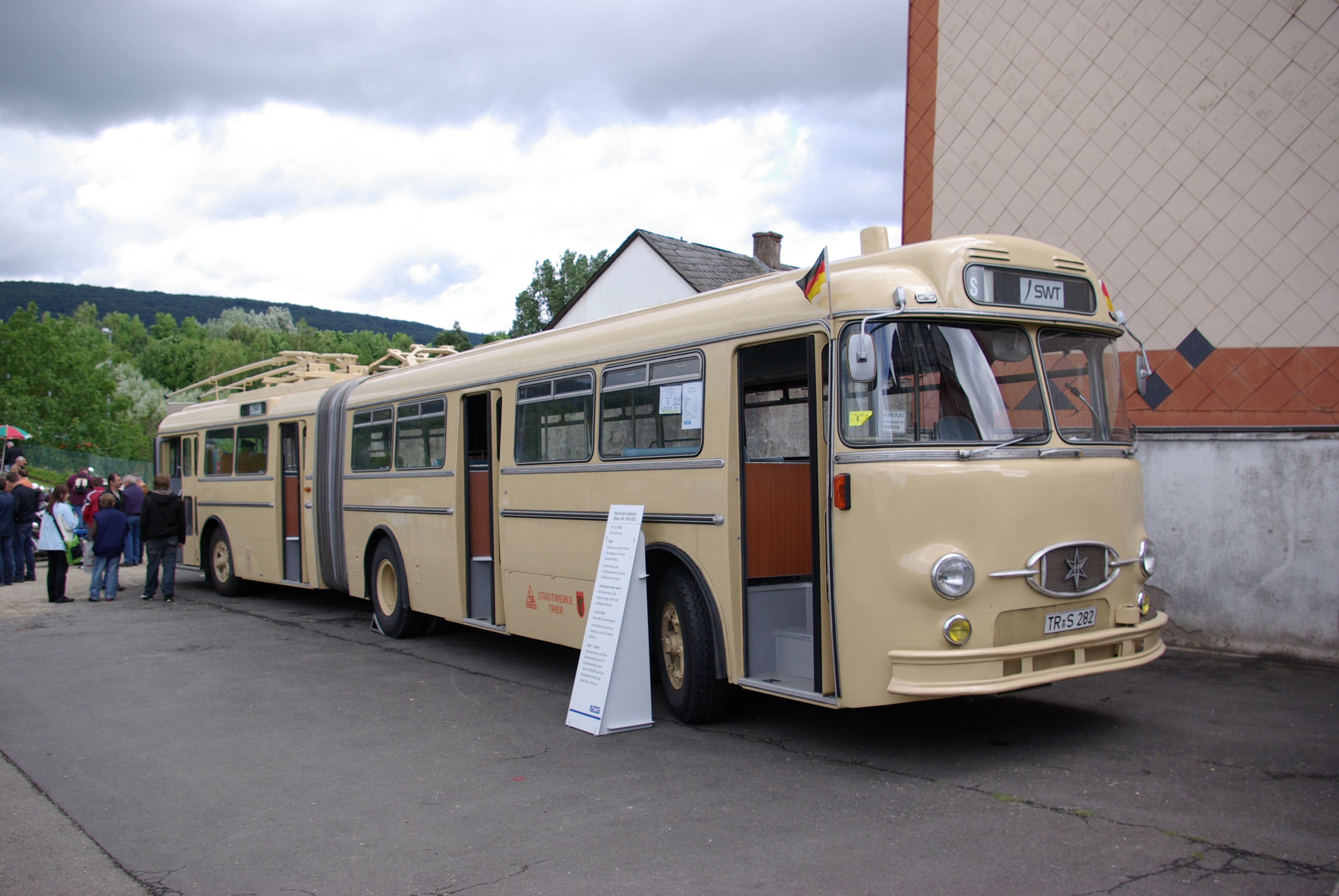
Dieser 1962 gebaute HS 160 OSL-G wurde unter Verwendung eines Büssing-Motors 1969 zu einem Dieselbus umgebaut. Im Zuge der Restaurierung erhielt er seine Stromabnehmer zurück, diese sind jedoch funktionslos

Auf allen Linien wurden Obusse verschiedener Baureihen der Unternehmen MAN sowie Henschel & Sohn eingesetzt. Die ersten Fahrzeuge ab 1939 geliefert. 1943 kamen zwei weitere Fahrzeuge hinzu, die zwar ursprünglich für die Stadt Insterburg in Ostpreußen bestimmt waren, jedoch dann als Ersatz für die zerstörten Straßenbahnen Trier zugewiesen wurden. 1951/52 wurden nach Stilllegung der Straßenbahn weitere Obusse erworben. 1959 kamen abermals neue Fahrzeuge hinzu. Bis 1966 wurden auch Busanhänger eingesetzt, ab diesem Jahr wurden sie durch den Einsatz von Gelenkobussen schließlich obsolet. Die Fahrzeugbestellung 1966 stellt auch die letzte für den Obusbetrieb insgesamt dar.
Die Anhänger unterschieden sich zum Teil von den Triebfahrzeugen. So waren sie zum Teil mit Falt- anstatt mit Schiebetüren ausgestattet. Beiwagen wurden erstmals 1943 bestellt, 1944 kamen weitere hinzu. Die letzten Anhänger wurden 1954 bestellt.
Die Gelenkobusse waren mit einem Schaffnerplatz ausgestattet und wurden 1970 nach Einstellung des Obusbetriebes auf Diesel umgestellt und stellten die ersten Gelenkbusse im Trierer Netz dar. Besonders sticht das Modell HS 160 OSL-G hervor, das seit den 1990er Jahren als Museumsfahrzeug im Einsatz ist. Zu diesem Zeitpunkt besaß das Fahrzeug jedoch nicht mehr seine cremefarbene Originallackierung, diese erhielt es zusammen mit seinen Stromabnehmern erst 2007 in Wuppertal wieder. In der Zwischenzeit war das Fahrzeug aber bereits zu Demonstrationszwecken genutzt worden und stand im Busdepot in Trier. Seit 2008 befindet sich der Wagen wieder in Originallackierung in Trier und kann auch für besondere Anlässe gemietet werden. Zu Jubliäen der Stadtwerke Trier kommt es für Demonstrationszwecke weiterhin zum Einsatz.